# Peter Wolf (Volleyballspieler)
Peter Wolf (* 14. Juni 1992 in Bad Soden-Salmünster) ist ein deutscher Volleyball- und Beachvolleyballspieler.

## Karriere

### Hallen-Volleyball
Wolf begann seine Karriere in seiner Heimat beim TV Salmünster. Später spielte er bei der TG Hanau und beim TV 05 Waldgirmes. 2011 wechselte der Diagonalangreifer zum Zweitligisten VC Eintracht Mendig. Ein Jahr später ging er zur TG 1862 Rüsselsheim. Mit dem Verein erreichte Wolf 2014 und 2015 jeweils den zweiten Platz in der Zweiten Liga und spielte nach dem Aufstieg 2015 unter dem neuen Namen United Volleys Rhein-Main in der Bundesliga. Mit den Frankfurtern kam er in der Saison 2015/16 auf den dritten Platz in der Bundesliga und ins Halbfinale des DVV-Pokals. In der Folgesaison wurde Wolf mit der Mannschaft erneut Dritter und erreichte das Halbfinale im europäischen CEV-Pokal. 2017 wechselte Wolf zusammen mit seinem Bruder Georg zum Zweitligisten TV/DJK Hammelburg. Am 26. Oktober 2018 gaben die Brüder via WhatsApp die sofortige Trennung von der TV/DJK Hammelburg bekannt. 2019/20 stand Peter Wolf wieder im Bundesliga-Kader der United Volleys. Danach wechselte er zum Regionalligisten SSG Langen.

### Beachvolleyball
Wolf spielte 2008 seine ersten Beachvolleyball-Turniere mit Stephan Ottmann und trat bei diversen Nachwuchswettbewerben an. 2009 und 2010 erreichte das Duo zweite Plätze bei den deutschen Meisterschaften der U18 und U20. Mit Dominik Stork belegte Wolf 2009 den 13. Platz bei der U18-Europameisterschaft in Espinho. 2011 wurde er mit Ottmann in Berlin deutscher Meister der U20. Außerdem absolvierte er diverse Turniere mit wechselnden Partnern und trat dabei auch auf der Smart Beach Tour an. Seit 2013 spielt Peter Wolf in einem Duo mit seinem Bruder Georg Wolf und ist regelmäßig auf der nationalen Turnierserie präsent. 2015 und 2016 gewannen die Brüder mehrere Turniere der Kategorie 1. Außerdem siegten sie bei der deutschen Hochschulmeisterschaft 2016 in Bayreuth. Beim Beach Cup in Dresden belegten sie den dritten Platz und besiegten dabei die favorisierten Holler/Poniewaz. Sie qualifizierten sich für die deutsche Meisterschaft in Timmendorfer Strand, mussten sich dort jedoch in der ersten Hauptrunde den Olympiateilnehmern Böckermann/Flüggen geschlagen geben. 2017 und 2018 wurden die Brüder in München bzw. Bayreuth erneut deutsche Hochschulmeister. 2018 spielten sie außerdem auf der nationalen Techniker Beach Tour und bei der deutschen Meisterschaft. 2019 wurden die Wolf-Brüder zusammen mit Paul Becker und Jonas Schröder Deutsche Meister im Snowvolleyball. Sie wurden zum vierten Mal deutsche Hochschulmeister und nahmen an der Techniker Beach Tour sowie an der deutschen Meisterschaft teil. Im Jahr 2021 nahmen die Wolf-Brüder an der German Beach Trophy teil.